# Pehelysúly
A pehelysúly súlycsoport az ökölvívásban.

## Amatőr ökölvívás
Az amatőr ökölvívásban pehelysúlyúnak az 54–57 kg közötti versenyzőket nevezzük.
- 1904: 115-125 font  (52,2–56,7 kg)
- 1908: 116-126 font  (52,6–57,2 kg)
- 1920-1928: 118-126 font  (53,5–57,2 kg)
- 1932-1936: 119-126 font (54,0–57,2 kg)
- 1948: 54–58 kg
- 1952-től: 54–57 kg

### A pehelysúly olimpiai bajnokai
- 1904  Oliver Kirk Amerikai Egyesült Államok
- 1908  Richard Gunn Egyesült Királyság
- 1920  Paul Fritsch Franciaország
- 1924  Jackie Fields Amerikai Egyesült Államok
- 1928  Bep van Klaveren Hollandia
- 1932  Carmelo Robledo Argentína
- 1936  Oscar Casanovas Argentína
- 1948  Ernesto Formenti Olaszország
- 1952  Jan Zachara Csehszlovákia
- 1956  Vladimir Safronov Szovjetunió
- 1960  Francesco Musso Olaszország
- 1964  Stanislav Stepashkin Szovjetunió
- 1968  Antonio Roldán Mexikó
- 1972  Borisz Kuznyecov Szovjetunió
- 1976  Ángel Herrera Kuba
- 1980  Rudi Fink NDK
- 1984  Meldrick Taylor Amerikai Egyesült Államok
- 1988  Giovanni Parisi Olaszország
- 1992  Andreas Tews Németország
- 1996  Szomrak Khamszing Thaiföld
- 2000  Bekzat Szattarhanov Kazahsztán
- 2004  Alekszej Tyiscsenko Oroszország
- 2008  Vaszil Lomacsenko (Ukrajna)

### Amatőr pehelysúlyú világbajnokok
- 1974  Howard Davis (Amerikai Egyesült Államok)
- 1978  Ángel Herrera (Kuba)
- 1982  Adolfo Horta (Kuba)
- 1986  Kelcie Banks  (Egyesült Államok)
- 1989  Ayrat Chamatov (Szovjetunió)
- 1991  Kirkor Kirkorov (Bulgária)
- 1993  Szerafim Todorov (Bulgária)
- 1995  Szerafim Todorov (Bulgária)
- 1997  Kovács István (Magyarország)
- 1999  Rocky Juarez  (Egyesült Államok)
- 2001  Ramaz Paliani (Törökország)
- 2003  Galib Zsafarov (Kazahsztán)
- 2005  Alekszej Tyiscsenko  (Oroszország)
- 2007  Albert Szelimov  (Oroszország)
- 2009  Vaszil Lomacsenko (Ukrajna)
- 2011  McWilliams Arroyo (Puerto Rico)
- 2013  Dzsavid Csalabijev (Azerbajdzsán)
- 2015  Michael Conlan  (Írország)
- 2017  Kairat Jeralijev  (Kazahsztán)
- 2019  Mirazizbek Mirzakhalilov  (Üzbegisztán)
- 2021
- 2023

## Profi ökölvívás
A profi ökölvívásban a pehelysúly felső súlyhatára 9 stone, azaz 126 font (57,2 kg)

### A nagy világszervezetek pehelysúlyú világbajnokai
| WBA                           | WBC                          | IBF                         | WBO                          |
| Xu Can 18-2 (3 KO)            | Gary Russell Jr 31-1 (18 KO) | Josh Warrington 30-0 (7 KO) | Shakur Stevenson 13-0 (7 KO) |
| Szuperbajnok                  |                              |                             |                              |
| Leo Santa Cruz 37-1-1 (19 KO) |                              |                             |                              |